# 6 Heures de Mugello
Les 6 Heures de Mugello sont une course automobile d'endurance organisée en Italie sur le Circuit de Mugello pour des voitures de sport, du milieu des années 1970 à celui des années 1980. L'épreuve a été intégrée après une année d'existence au Championnat du monde des voitures de sport, pour sept saisons consécutives.

Autodromo del Mugello.

## Histoire
Les 6 Heures de Mugello ont été précédées par le Grand Prix de Mugello (Sport) en 1955, puis de 1964 à 1970, et enfin en 1974 :
- Arturo Merzario  a été vainqueur en 1969 et 1970, alors sur une durée de 4 heures 15 minutes puis de 2 heures 30 minutes, dans le cadre du Campionato Italiano Sport (1969 et 1970) et du Championnat d'Europe des voitures de sport 2-Litre en 1970.

- En 1974, l'épreuve a été remportée par Gérard Larrousse sur Renault Alpine A441 (en Championnat d'Europe des voitures de sport 2-Litre, après 260 kilomètres de course).

En 1997, une unique course de 4 heures a été disputée en Championnat FIA GT, remportée par le Finlandais JJ Lehto et le Britannique Steve Soper sur McLaren F1 GTR-BMW du Team Schnitzer Motorsport/BMW Motorsport.

## Palmarès
| Année              | Vainqueur(s)                                | Équipe               | Voiture                      | Distance/Duré       | appellation                          | Championnat                                                                         |
| ------------------ | ------------------------------------------- | -------------------- | ---------------------------- | ------------------- | ------------------------------------ | ----------------------------------------------------------------------------------- |
| 1975               | Jean-Pierre Jabouille Gérard Larrousse      | Alpine Renault       | Alpine-Renault A441 Turbo    | 1 000 kilomètres    | 1 000 chilometri di Mugello          | Championnat d'Europe des voitures de sport Campionato Italiano Gruppo 5 Sport       |
| 1976               | Jochen Mass Jacky Ickx                      | Martini Racing       | Porsche 935                  | 6 Heures            | March Trophy                         | Championnat du monde des constructeurs                                              |
| 1977               | Rolf Stommelen Manfred Schurti              | Martini Racing       | Porsche 935                  | 6 Heures            | 6 Ore di Mugello                     | Championnat du monde des constructeurs                                              |
| 1978               | Hans Heyer Toine Hezemans John Fitzpatrick  | Gelo Racing Team     | Porsche 935-77A              | 6 Heures            | 6 Ore di Mugello                     | Championnat du monde des voitures de sport Campionato Italiano Silhouettes Gruppo 5 |
| 1979               | Bob Wollek Manfred Schurti John Fitzpatrick | Gelo Racing Team     | Porsche 935-77A              | 5 heures 15 minutes | 6 Ore di Mugello                     | Championnat du monde des voitures de sport                                          |
| 1980               | Riccardo Patrese Eddie Cheever              | Lancia Corse         | Lancia Beta Montecarlo Turbo | 6 Heures            | 6 Ore di Mugello                     | Championnat du monde des voitures de sport Campionato Italiano Gruppo 6             |
| 1981               | Giorgio Francia Lella Lombardi              | Osella Squadra Corse | Osella PA9-BMW               | 6 Heures            | 6 Ore di Mugello                     | Championnat du monde des voitures de sport                                          |
| 1982               | Piercarlo Ghinzani Michele Alboreto         | Martini Racing       | Lancia Martini LC1           | 1 000 kilomètres    | Trofeo Banca Toscana 1000 chilometri | Championnat du monde des voitures de sport                                          |
| 1983               | Bob Wollek Stefan Johansson                 | Joest Racing         | Porsche 956                  | 1 000 kilomètres    | 1 000 chilometri di Mugello          | Championnat d'Europe des voitures de sport                                          |
| 1984: Non disputés |                                             |                      |                              |                     |                                      |                                                                                     |
| 1985               | Jacky Ickx Jochen Mass                      | Rothmans Porsche     | Porsche 962 C                | 1 000 kilomètres    | 1 000 chilometri di Mugello          | Championnat du monde des voitures de sport                                          |

Nota Bene : 

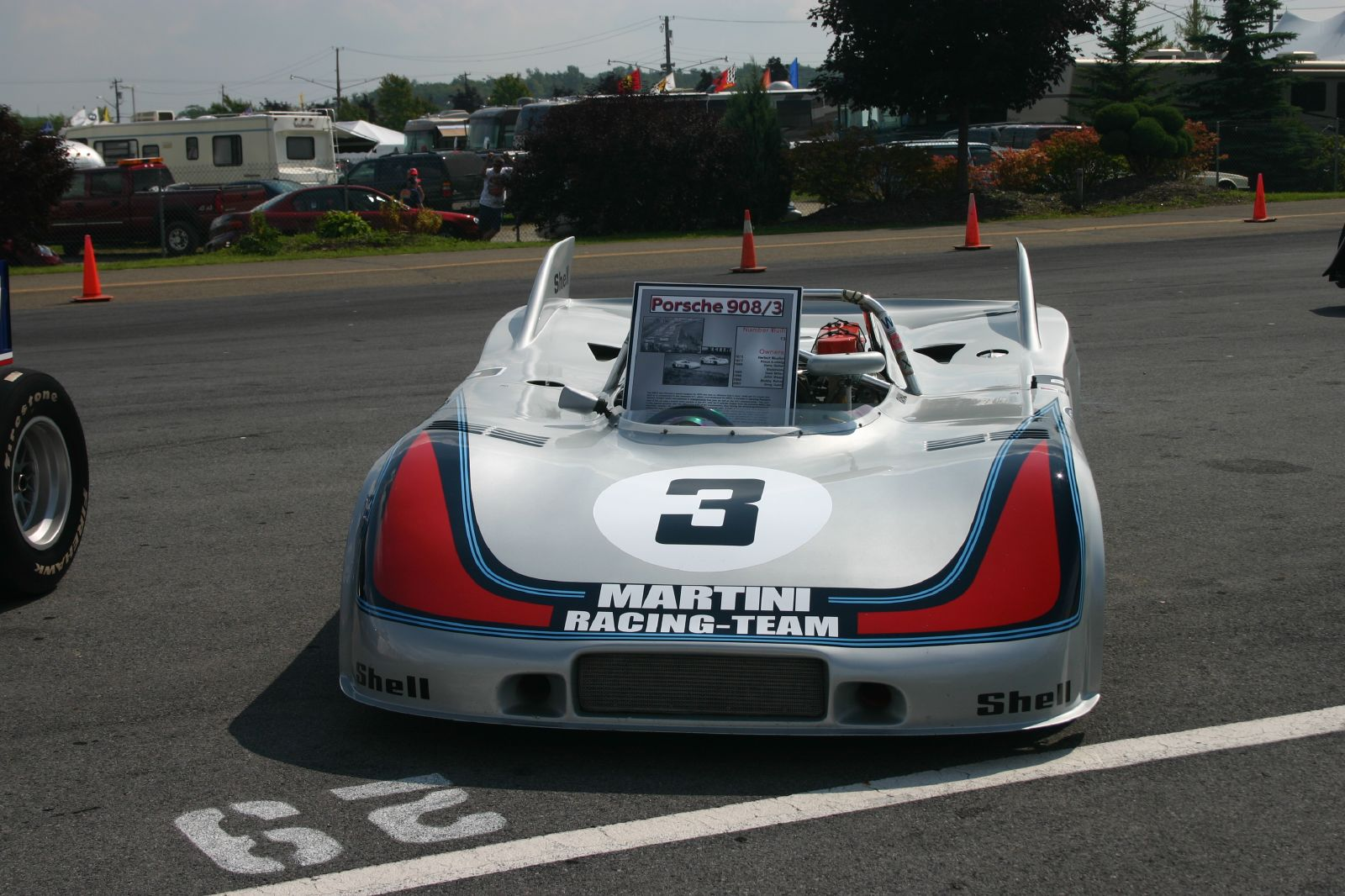
La Porsche 908/3-6 Turbo d'Herbert Mueller et Gijs van Lennep, troisièmes en 1975 à Mugello.

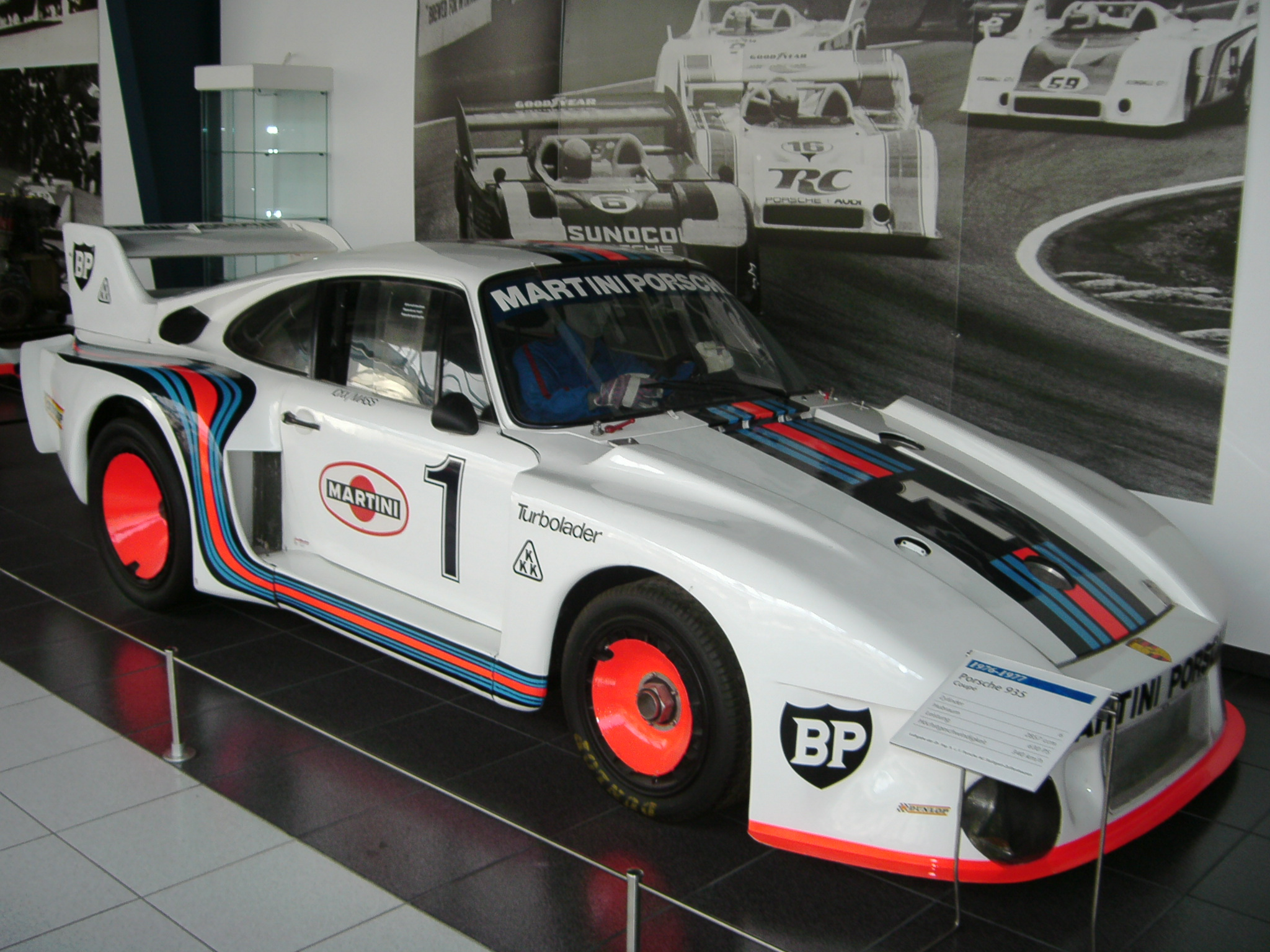
La Porsche 935 de Ickx et Mass, vainqueurs en 1976.

1. les 500 kilomètres de Mugello (« Grand Prix ») sont intégrés au championnat mondial Sport de 1965 à 1967, et sont notamment remportés par les Allemands Jochen Neerpasch en 1966, puis Udo Schütz et Gerhard Mitter en 1967.
2. De 1978 à 1981, trois compétitions de 6 Heures/1 000 kilomètres se déroulent annuellement en Italie pour le championnat mondial.